# Sceloporus torquatus
Sceloporus torquatus (ошийникова ігуана) — вид ігуаноподібних ящірок родини фриносомових (Phrynosomatidae). Ендемік Мексики.

## Поширення і екологія
Ошийникові ігуани широко поширені на Мексиканському нагір'ї, на південь до гір Трансмексиканського вулканічного поясу. Вони живуть у відкритих напівпустелях, в кам'янистих місцевостях, на луках, в хвойних і мішаних лісах, трапляються на полях. Зустрічаються на висоті від 1000 до 3200 м над рівнем моря. Є живородними.